# Reform UK

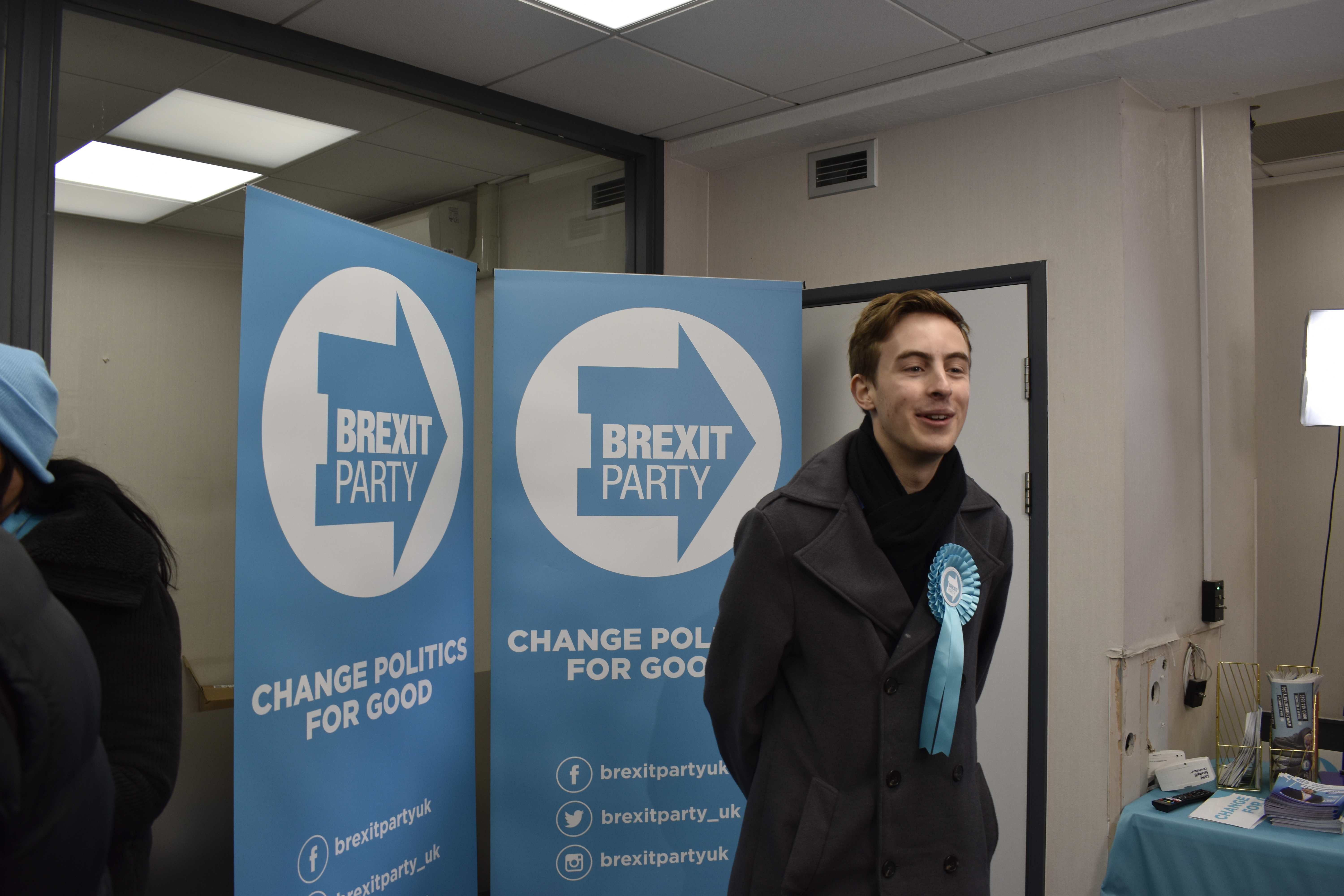
Panel informativo de cuando se llamaba Brexit Party

Reform UK, (en español, Reformar Reino Unido o Reforma Reino Unido) antes denominado Partido del Brexit (en inglés, Brexit Party), es un partido político británico fuertemente euroescéptico cuya principal reivindicación fue la salida del Reino Unido de la Unión Europea, conocida como brexit. Formado en 2019, contó con 29 diputados en el Parlamento Europeo, procedentes tanto del Partido Conservador como, en menor medida, del Partido Laborista e independientes. El partido fue creado y dirigido por Nigel Farage,quien se presentó como candidato por el partido en las elecciones al Parlamento Europeo por Reino Unido en 2019. Farage sería más tarde sustituido por Richard Tice como líder del partido debido a su retiro temporal de la política hasta 2024, año en el cual regresa a liderar el partido con el objetivo de brindarle un buen resultado en las elecciones generales de ese año.
En las elecciones al Parlamento Europeo de 2019, el Partido del Brexit se hizo con la victoria en el Reino Unido al conseguir 29 de los 73 escaños asignados al Reino Unido; el nuevo partido consiguió un 30,5% del total de los votos emitidos.

## Historia
El 20 de enero de 2019 Catherine Blaiklock, antigua vocera del UKIP, presentó el partido y fungió como la primera autoridad del partido. Blaiklock permaneció en el cargo hasta el mes de marzo, cuando debió dimitir tras ser acusada de emitir mensajes islamófobos.
El 5 de febrero el partido fue registrado en la junta electoral para contender en cualquier elección a celebrarse en Escocia, Gales, Inglaterra y en las elecciones al Parlamento Europeo. El 8 de febrero se confirmó que Nigel Farage encabezaría la candidatura del partido en cualquier elección europea si el país no había abandonado la Unión.
El 15 de mayo de 2019 el Partido del Brexit logró su primera representación institucional con la entrada en la formación por tránsfuga de cuatro diputados pertenecientes a la Asamblea Nacional de Gales, los cuales habían sido elegidos originalmente bajo las siglas de los partidos Conservador y UKIP. En las elecciones al Parlamento Europeo de 2019, celebradas el 23 de mayo, el partido fue el vencedor en los comicios, consiguiendo sus mejores resultados en aquellas zonas en las que triunfó la opción del Brexit en el referéndum de 2016.
Después del Brexit, el partido cambió su nombre a Reform UK.
En 2024, Nigel Farage retomó el liderazgo del partido.

### Retorno de Nigel Farage a la política en 2024

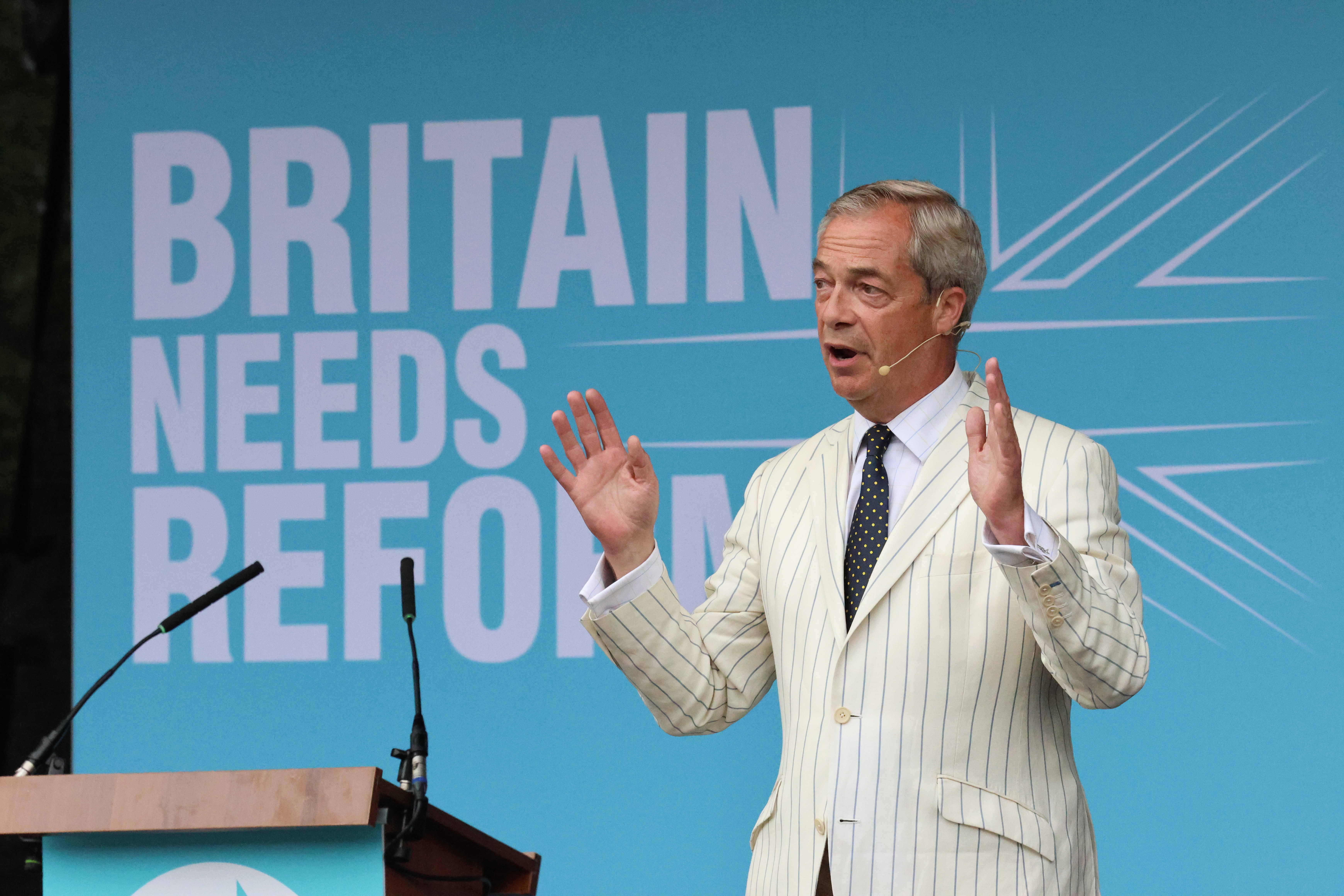
Nigel Farage retomó el liderazgo del partido en 2024, buscando un buen resultado en las elecciones convocadas, logrando entrar al parlamento por primera vez junto a otros cuatro parlamentarios más del partido.

Tras haber estado retirado varios años de la política, Nigel Farage retornó a la política para postularse en las elecciones generales de 2024, logrando impulsar a su partido Reform UK en las encuestas, del cual además tomó el liderazgo. El partido de Farage se sitúa más a la derecha en el espectro político y en algunas encuestas ha superado al partido Conservador. Nigel Farage eclipsó a todos los otros partidos en el uso de las redes sociales para su campaña y comunicación política, destacando su auge en TikTok. Su programa propuso multimillonarias bajadas de impuestos y la reducción de la inmigración masiva significativamente, además de sacar al Reino Unido del Tribunal Europeo de Derechos Humanos.
Su partido obtuvo en la elección, 4 114 287 votos, siendo la tercera fuerza política más votada, logrando 5 escaños en el parlamento. La ambición de Farage es lograr ser primer ministro en las elecciones de 2029.

## Ideología
El Partido Brexit se define a sí mismo como una entidad centrada en la restauración de la soberanía democrática del Reino Unido, y su política principal es que el país se retire de la Unión Europea y negocie en los términos de la Organización Mundial de Comercio hasta que se puedan establecer acuerdos comerciales formales. Respecto a la ideología política, en abril de 2019 el fundador del partido declaró: 

...en cuanto a políticas no hay ninguna diferencia, pero en cuanto a quienes lo componen sí. Al UKIP le ha costado conseguir integrar a gente buena y ha decidido dejar que la extrema derecha se una y se adueñe de él. Me temo que esa marca está empañada. El Partido del Brexit va a ser muy intolerante con la intolerancia.
Nigel Farage, Fundador del Partido del Brexit

 Además, busca atraer al voto conservador y laborista que es favorable a la salida británica del espacio europeo.
En mayo de 2019 la junta electoral del Reino Unido publicó los estatutos del partido tras una solicitud de acceso a la información. En ellos se describe que el partido busca crear condiciones para "promover y alentar a quienes aspiran a mejorar su situación personal y aquellos que buscan ser autosuficientes, al tiempo que brindan protección a quienes realmente lo necesitan y favorecen la capacidad de los individuos para tomar decisiones con respecto a ellos mismos", lo que se podría generando políticas para "tratar de disminuir el papel del Estado; reducir la carga fiscal sobre los individuos y las empresas".

## Resultados electorales

### Elecciones al Parlamento Europeo
| Comicios           | # de votos     | % de votos       | Escaños |
| ------------------ | -------------- | ---------------- | ------- |
| Elecciones de 2019 | 5 248 533 (#1) | \| \| 30.52 % \| | 29/73   |
|                    | 30.52 %        |                  |         |

### Elecciones generales
|  | 2.01 % |

|  | 14.29 % |